# مكمن

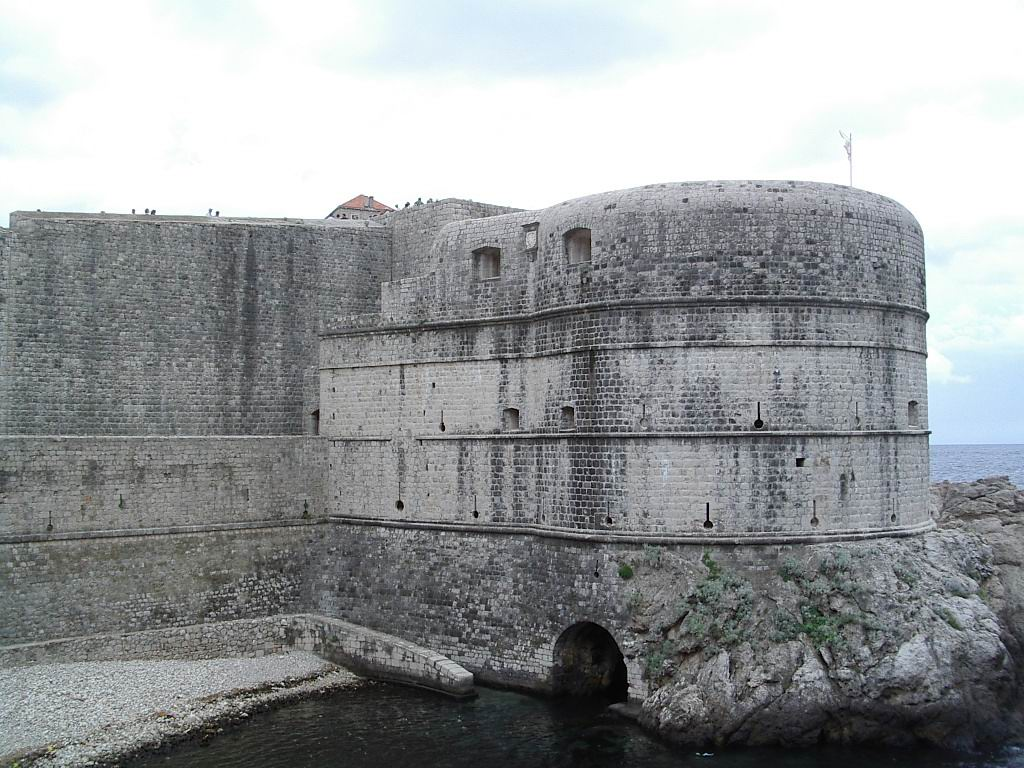
مكمن

مكمن أو المَعْصِم أو المَنَعة حجرة صامدة للقنابل ذات فتحات تطلق منها نيران المدافع وهي مكان لوقاية المدفعية في الحصون أو على ظهور السفن الحربية .

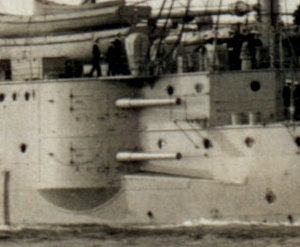
مكمن في سفينة حربية